# Midway (paroisse de La Salle, Louisiane)
Pour les articles homonymes, voir Midway.
Midway est une census-designated place de la paroisse de La Salle, en Louisiane, aux États-Unis. 